# 花輪村 (山梨県)
花輪村（はなわむら）は山梨県中巨摩郡にあった村。現在の中央市中心部にあたる。

## 地理
- 河川：釜無川

## 歴史
- 1875年（明治8年）1月19日 - 巨摩郡臼井阿原村・西花輪村・東花輪村が合併して花輪村となる。
- 1878年（明治11年）7月22日 - 郡区町村編制法の施行により、花輪村が中巨摩郡の所属となる。
- 1889年（明治22年）7月1日 - 町村制の施行により、花輪村が単独で自治体を形成。
- 1941年（昭和16年）2月11日 - 小井川村・忍村と合併して田富村が発足。同日花輪村廃止。

## 交通

### 鉄道路線
- 鉄道省
  - 身延線
    - 東花輪駅（ただし敷地の大部分は小井川村に所在）